# Fetom
Fetom (ou Foeutom, Mfetom) est un village du Cameroun, appartenant à la commune de Bangangté, dans le département du Ndé et la Région de l'Ouest. 

## Population
Lors du recensement de 2005, Fetom comptait 49 habitants.